# Данкан Едвардс
Да́нкан (іноді Ду́нкан) Е́двардс (англ. Duncan Edwards) (1 жовтня 1936, Дадлі — 21 лютого 1958, Мюнхен) — англійський футболіст, півзахисник. Один з восьми футболістів «Манчестер Юнайтед», що загинули в Мюнхенській авіакатастрофі.
Насамперед відомий виступами за клуб «Манчестер Юнайтед», будучи одним з «Малюків Басбі», а також іграми за національну збірну Англії.

## Клубна кар'єра
Вихованець футбольної школи клубу «Манчестер Юнайтед». Дорослу футбольну кар'єру розпочав 1953 року в основній команді того ж клубу, кольори якої й захищав протягом шести років до моменту загибелі в Мюнхенській авіакатастрофі. Більшість часу, проведеного у складі «Манчестер Юнайтед», був основним гравцем команди. За цей час двічі виборював титул чемпіона Англії.

## Виступи за збірні
1954 року залучався до складу молодіжної збірної Англії. На молодіжному рівні зіграв в 1 офіційному матчі.
З 1954 по 1956 роки захищав кольори другої збірної Англії. У складі цієї команди провів 4 матчі.
1955 року дебютував в офіційних матчах у складі національної збірної Англії. До загибелі у формі головної команди країни встиг провести 18 матчів і забити 5 голів.

## Смерть

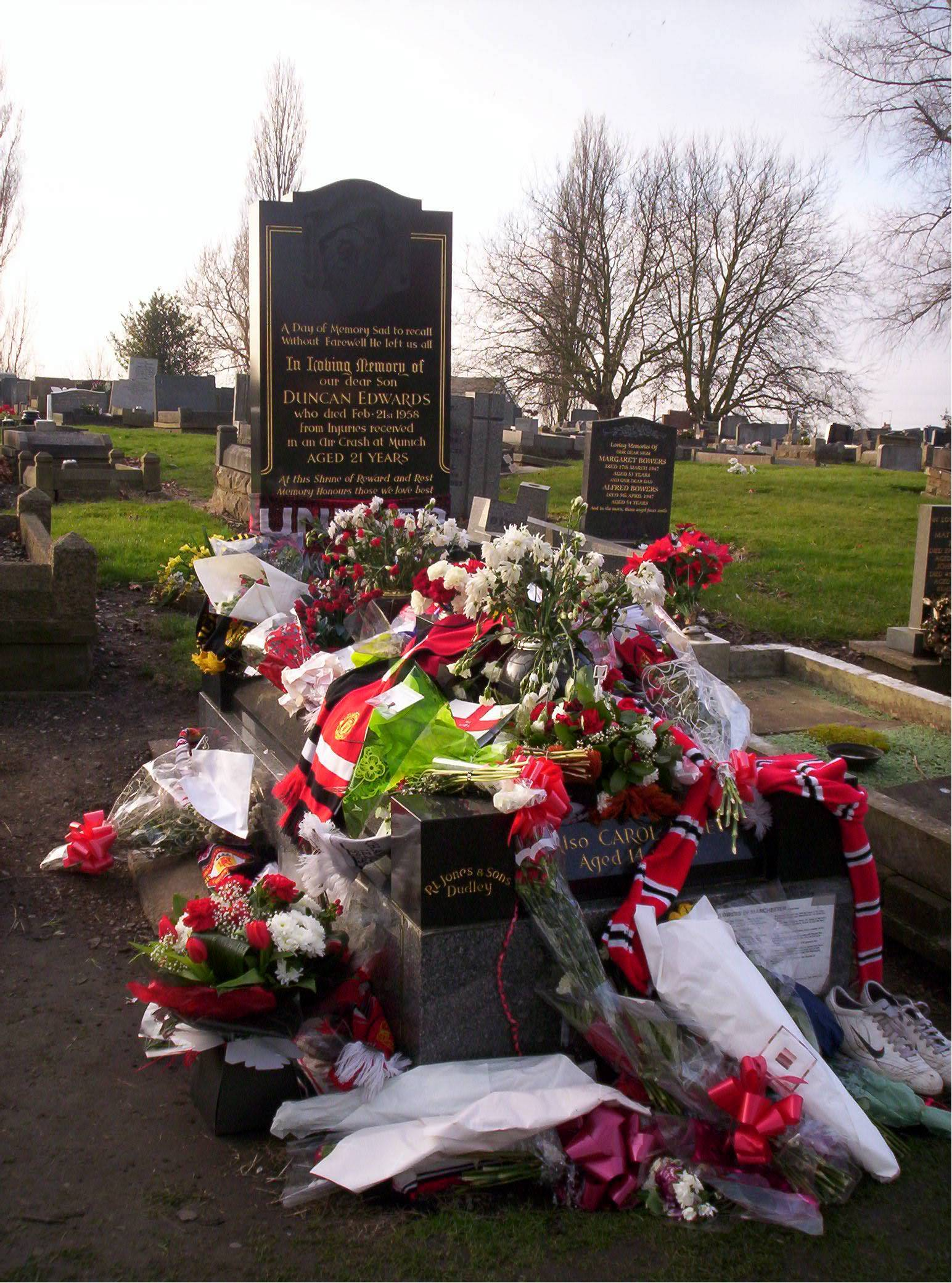
Могила Данкана Едвардса в Дадлі

6 лютого 1958 року разом з командою потрапив в авіакатастрофу. Команда поверталася літаком «Лорд Бьорглі» з матчу-відповіді Кубку європейських чемпіонів у Белграді, в якому «Манчестер Юнайтед» грав проти «Црвени Звезди». Політ вимагав зупинки в Мюнхені для дозаправки, тому що весь шлях від Белграда до Манчестера перевищував дальність польоту літака. Після дозаправки пілоти капітани Джеймс Тейн та Кеннет Реймент двічі спробували підняти літак у повітря, але змушені були зупинити обидві спроби через підвищені коливання в лівому двигуні. Капітан Тейн відмовився залишатися в Мюнхені через побоювання, що літак сильно відстане від графіку, і вирішив ще раз спробувати злетіти. На момент третьої спроби йшов сніг, внаслідок чого в кінці злітної смуги утворилася сніжна каша. Через неї літак втратив необхідну для зльоту швидкість, протаранив огорожу в кінці злітної смуги, а потім врізався крилом у будівлю, що стояла неподалік. Данкан Едвардс вижив після катастрофи, проте від отриманих поранень помер у лікарні 15 днів потому.

## Статистика виступів

### Статистика клубних виступів
| Сезон   | Команда             | Чемпіонат | Чемпіонат | Чемпіонат | Національний кубок | Національний кубок | Національний кубок | Континентальні кубки | Континентальні кубки | Континентальні кубки | Інші змагання | Інші змагання | Інші змагання | Усього | Усього |
| Сезон   | Команда             | Ліга      | Ігор      | Голів     | Ліга               | Ігор               | Голів              | Ліга                 | Ігор                 | Голів                | Ліга          | Ігор          | Голів         | Ігор   | Голів  |
| ------- | ------------------- | --------- | --------- | --------- | ------------------ | ------------------ | ------------------ | -------------------- | -------------------- | -------------------- | ------------- | ------------- | ------------- | ------ | ------ |
| 1952-53 | «Манчестер Юнайтед» | 1Д        | 1         | 0         | КА                 | 0                  | 0                  | —                    | —                    | —                    | —             | —             | —             | 1      | 0      |
| 1953-54 | «Манчестер Юнайтед» | 1Д        | 24        | 0         | КА                 | 1                  | 0                  | —                    | —                    | —                    | —             | —             | —             | 25     | 0      |
| 1954-55 | «Манчестер Юнайтед» | 1Д        | 33        | 6         | КА                 | 3                  | 0                  | —                    | —                    | —                    | —             | —             | —             | 36     | 6      |
| 1955-56 | «Манчестер Юнайтед» | 1Д        | 33        | 3         | КА                 | 0                  | 0                  | —                    | —                    | —                    | —             | —             | —             | 33     | 3      |
| 1956-57 | «Манчестер Юнайтед» | 1Д        | 34        | 5         | КА                 | 6                  | 1                  | КЧ                   | 7                    | 0                    | СКА           | 1             | 0             | 48     | 6      |
| 1957-58 | «Манчестер Юнайтед» | 1Д        | 26        | 6         | КА                 | 2                  | 0                  | КЧ                   | 5                    | 0                    | СКА           | 1             | 0             | 34     | 6      |
| Усього  | Усього              | Усього    | 151       | 20        |                    | 12                 | 1                  |                      | 12                   | 0                    |               | 2             | 0             | 177    | 21     |

### Статистика виступів за збірну
| Дата        | Місто           | Господарі         | Результат | Гості             | Турнір                                   | Голи | Примітки |
| ----------- | --------------- | ----------------- | --------- | ----------------- | ---------------------------------------- | ---- | -------- |
| 02/04/1955  | Лондон          | Англія            | 7 – 2     | Шотландія         | Домашній чемпіонат Великої Британії 1955 | -    |          |
| 15/05/1955  | Париж           | Франція           | 1 – 0     | Англія            | товариський матч                         | -    |          |
| 18/05/1955  | Мадрид          | Іспанія           | 1 – 1     | Англія            | товариський матч                         | -    |          |
| 22/05,1955  | Порту           | Португалія        | 3 – 1     | Англія            | товариський матч                         | -    |          |
| 14/04/1956  | Глазго          | Шотландія         | 1 – 1     | Англія            | Домашній чемпіонат Великої Британії 1956 | -    |          |
| 09/05/1956  | Лондон          | Англія            | 4 – 2     | Бразилія          | товариський матч                         | -    |          |
| 16/05/1956  | Стокгольм       | Швеція            | 0 – 0     | Англія            | товариський матч                         | -    |          |
| 20/05/1956  | Гельсінкі       | Фінляндія         | 1 – 5     | Англія            | товариський матч                         | -    |          |
| 26/05/1956  | Західний Берлін | ФРН               | 1 – 3     | Англія            | товариський матч                         | 1    |          |
| 06/10/1956  | Белфаст         | Північна Ірландія | 1 – 1     | Англія            | Домашній чемпіонат Великої Британії 1957 | -    |          |
| 05/12/1956  | Вулвергемптон   | Англія            | 5 – 2     | Данія             | Відбір до ЧС 1958                        | 2    |          |
| 06/04/1957  | Лондон          | Англія            | 2 – 1     | Шотландія         | Домашній чемпіонат Великої Британії 1957 | 1    |          |
| 08/05/1957  | Лондон          | Англія            | 5 – 1     | Ірландія          | Відбір до ЧС 1958                        | -    |          |
| 15/05/1957  | Копенгаген      | Данія             | 1 – 4     | Англія            | Відбір до ЧС 1958                        | -    |          |
| 19/05/1957  | Дублін          | Ірландія          | 1 – 1     | Англія            | Відбір до ЧС 1958                        | -    |          |
| 19/10/1957  | Кардіфф         | Уельс             | 0 – 4     | Англія            | Домашній чемпіонат Великої Британії 1958 | -    |          |
| 06/11/1957  | Лондон          | Англія            | 2 – 3     | Північна Ірландія | Домашній чемпіонат Великої Британії 1958 | 1    |          |
| 27/11/-1957 | Лондон          | Англія            | 4 – 0     | Франція           | товариський матч                         | -    |          |
| Усього      |                 | Матчів            | 18        |                   | Голів                                    | 5    |          |

## Титули та досягнення

### Командні
- Чемпіон Англії (2):

«Манчестер Юнайтед»: 1955-56, 1956-57
- Володар Суперкубка Англії (2):

«Манчестер Юнайтед»: 1956, 1957
- Переможець Британського домашнього чемпіонату (3):

Англія: 1955, 1956, 1957

### Особисті
- Включений до Зали слави Англійського футболу: 2002